# Karżcino

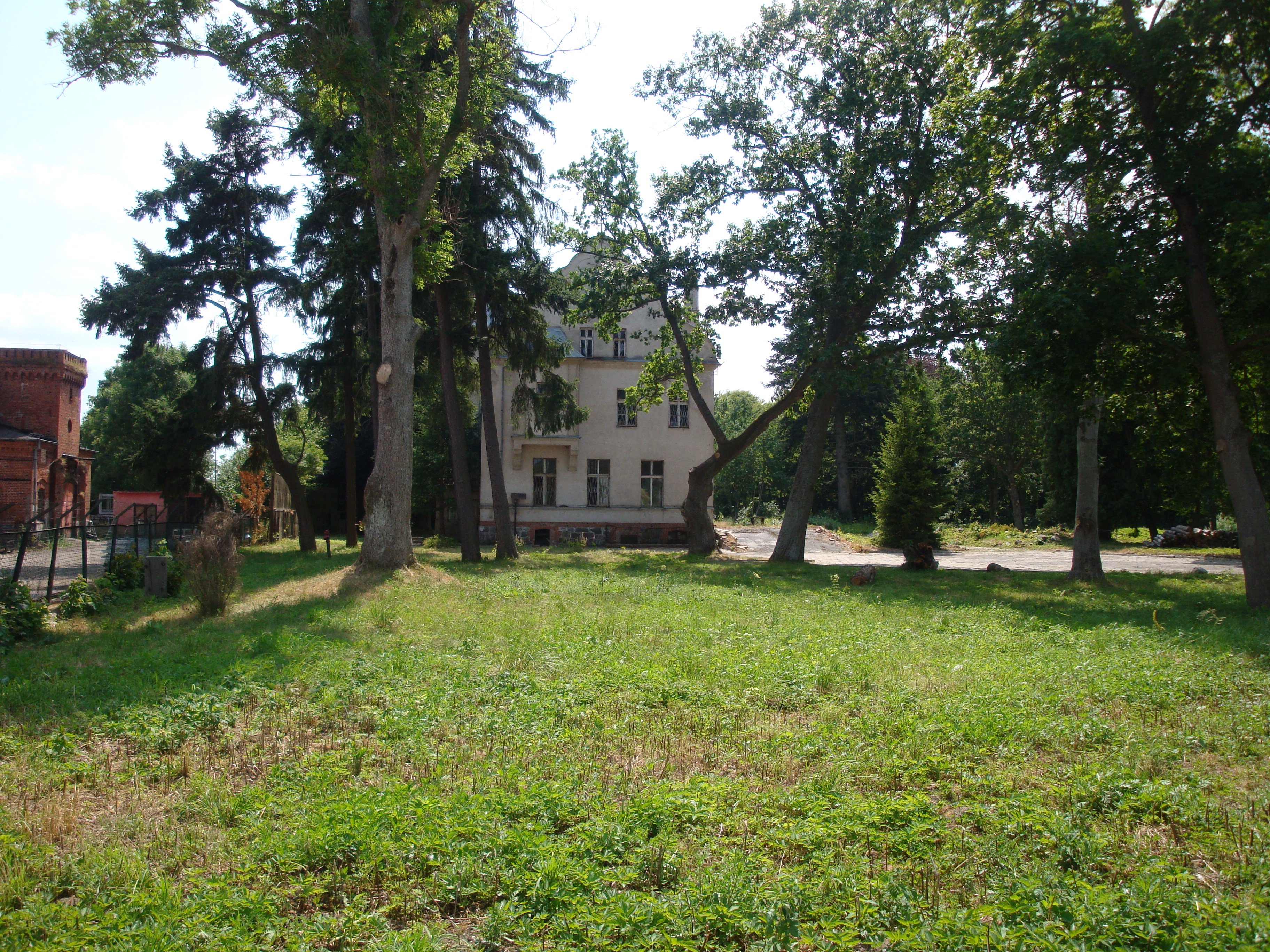
Herrenhaus Karzin

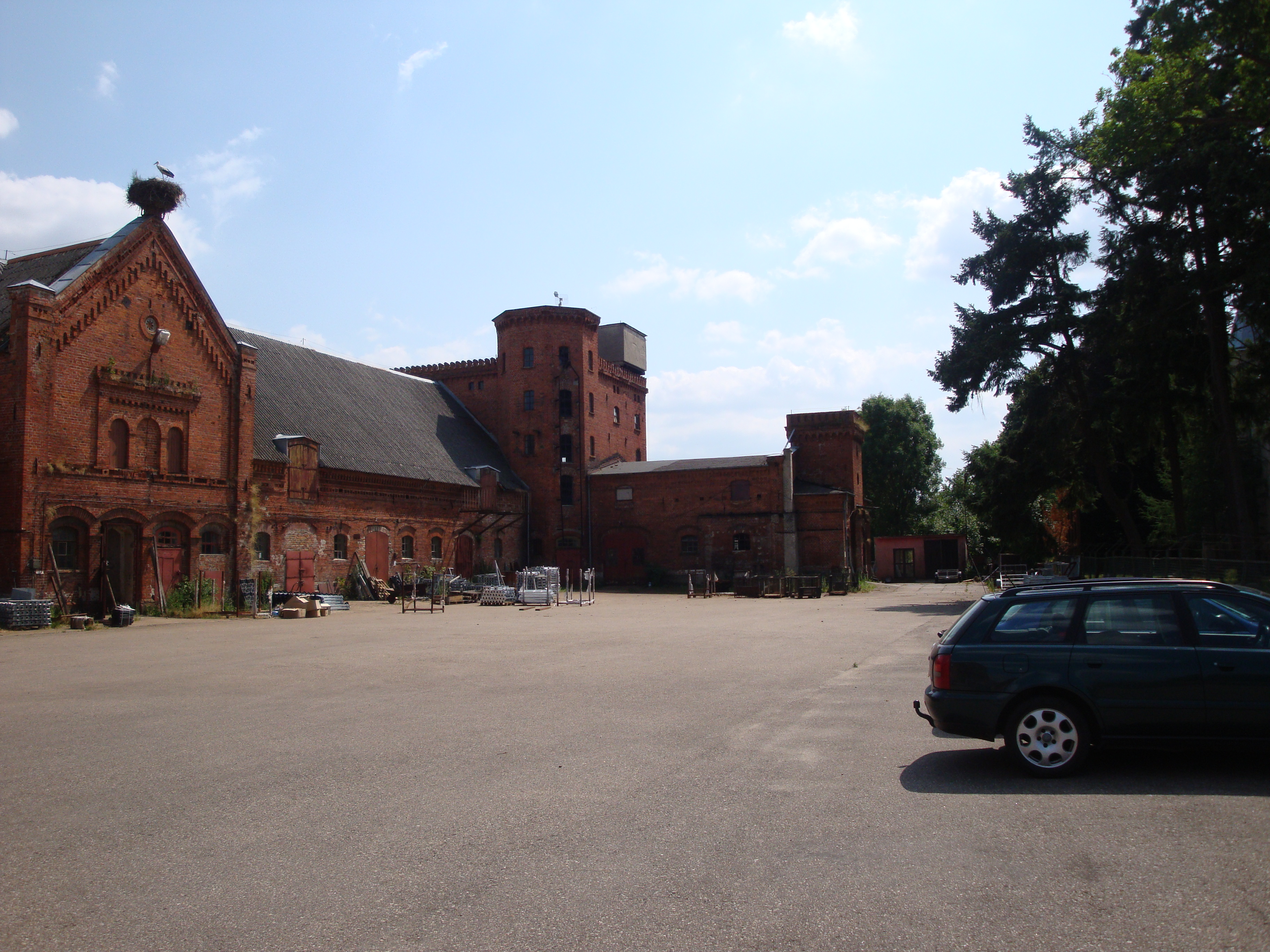
Gutshof

Karżcino (deutsch Karzin, slowinzisch Kãřcänɵ) ist ein Dorf in der polnischen Woiwodschaft Pommern. Es gehört zur Landgemeinde Redzikowo (Reitz) im Powiat Słupski.

## Geographische Lage und Verkehrsanbindung
Karżcino liegt in Hinterpommern, etwa elf Kilometer nordöstlich der Kreisstadt Słupsk und ist über die Wojewodschaftsstraße 213 (Słupsk – Wicko (Vietzig) – Krokowa (Krockow) – Celbowo (Celbau)) im Abzweig Lubuczewo (Lübzow) zu erreichen. Der Ort war bis 1945 Bahnstation an der – jetzt nicht mehr existierenden – Kleinbahnstrecke Stolp–Dargeröse (heute Dargoleza) der Stolper Bahnen. Heute ist Słupsk die nächste Bahnstation.
Nachbargemeinden von Karżcino sind: im Westen Machowino (Groß Machmin), im Norden Gąbino (Gambin), im Osten Wrzeście (Freist) und im Süden Lubuczewo (Lübzow).
Das Gemeindegebiet besteht aus Wald, Ackerland und einem Wiesental, das von dem Flüsschen Faul Beek durchzogen wird.

## Geschichte
Karzin wird in einer Urkunde von 1281 als zur St.-Petri-Kirche in Stolp gehörig genannt. Das Dorf war in Form eines Gassendorfs angelegt worden. Herzog Mestwin II. von Pommerellen überließ das Dorf dem Kloster Belbuck als Ausstattung für das Prämonstratenser-Nonnenkloster in Stolp. 1389 und 1523 werden Georg Mitzlaff bzw. Hans Mitzlaff als Besitzer genannt. 1781 verkauft Major Günther von Göckingh das Gut an die Gemahlin des Johann Ernst Friedrich von Stojentin zu Giesebitz.
1784 hatte Karzin drei Vorwerke, eine Wassermühle, fünf Bauern, vier Kossäten, eine Schmiede und einen Schulmeister bei insgesamt 25 Feuerstellen (Haushalten).
Seit 1805 wird die Familie von Lettow als Besitzer genannt. Im Jahre 1882 erbte Robert von Puttkamer das Rittergut von dem Bruder seiner Mutter bzw. dessen Frau, einer geborenen von Sprenger. Die Puttkamers blieben bis 1945 im Besitz des Guts. Zuletzt war die Witwe Margarete von Puttkamer aus dem Hause Nipkau Eigentümerin des Guts Karzin.
Im Jahre 1939 lebten 368 Einwohner in Karzin, das eine Fläche von 1186 Hektar umfasste. Das Dorf gehörte zum Amts- und Standesamtsbezirk Lübzow (Lubuczewo) und lag im Zuständigkeitsbereich des Amtsgerichts Stolp. Karzin gehörte bis 1945 zum Landkreis Stolp im Regierungsbezirk Köslin der Provinz Pommern. Letzter Bürgermeister war Ewald Kroll.
Gegen Ende des Zweiten Weltkriegs wurde Karzin am 8. März 1945 von sowjetischer Infanterie besetzt. Die Rote Armee nahm das Gut in eigene Verwaltung. Nachdem ganz Hinterpommern unter polnische Verwaltung gestellt worden war, trafen im Sommer 1945 bewaffnete Polen ein, die Gehöfte und Häuser übernahmen. Es begann die Zuwanderung von Polen aus Gebieten östlich der Curzon-Linie und die Vertreibung der deutschen Dorfbewohner. Bis die sowjetischen Soldaten abzogen, wurde ein Teil der arbeitsfähigen Dorfbewohner auf dem Gut festgehalten, die letzten Dorfbewohner verließen 1950 das Dorf.
Später wurden in der Bundesrepublik Deutschland 178 und in der DDR 79 aus Karzin vertriebene Dorfbewohner ermittelt.
Das Dorf ist heute Teil der Gmina Redzikowo im Powiat Słupski in der polnischen Woiwodschaft Pommern.

## Kirche
Vor 1945 war der überwiegende Teil der Bevölkerung von Karzin evangelischer Konfession. Karzin gehörte mit den Dörfern Klein Machmin, und Bedlin zum Kirchspiel Weitenhagen (Wytowno), dem auch noch die Kirchengemeinde Groß Machmin angeschlossen war. Es lag im Kirchenkreis Stolp-Stadt in der Kirchenprovinz Pommern der Kirche der Altpreußischen Union. Vor 1945 war Karzin mit einem eigenen Gemeindesaal eine eigene Predigtstätte.
Das heute weitgehend römisch-katholische Karżcino gehört immer noch zur (1968 neu errichteten und jetzt katholischen) Pfarrei Wytowno, das dem Dekanat Ustka (Stolpmünde) im Bistum Köslin-Kolberg der Katholischen Kirche in Polen zugeordnet ist. Evangelische Kirchenglieder betreut das Pfarramt der Heilig-Kreuz-Kirche in Słupsk in der Diözese Pommern-Großpolen der Evangelisch-Augsburgischen Kirche in Polen.

## Schule
In der im Jahre 1932 einstufigen Volksschule unterrichtete ein Lehrer 67 Schulkinder.

## Persönlichkeiten des Ortes
- Otto Knoop (1853–1931), Sammler von pommerschen Volkssagen, Erzählungen und Märchen
- Robert Viktor von Puttkamer (1828–1900), preußischer Staatsmann, 1891–1899 Oberpräsident der Provinz Pommern